# ریچارد گاروین
ریچارد گاروین (انگلیسی: Richard Garwin؛ زاده ۱۹ آوریل ۱۹۲۸ – ۱۳ مه ۲۰۲۵) فیزیک‌دان و مشاور دولت، اهل ایالات متحده بود. وی بیشتر به عنوان مؤلف اولین طرح بمب هیدروژنی شناخته می‌شود.
زمانی‌که به ادوارد تلر بر روی ایدهٔ ساخت بمب هیدورژنی کمک می‌کرد، طرح وی برای ساخت آیوی مایک اولین بمب هیدروژنی تاریخ استفاده شد که در ۱۹۵۲ آزمایش شد.
وی به همراه ۲۸ دانشمند فیزیک‌دان دیگر در سال ۲۰۱۵ در نامه‌ای به باراک اوباما، رئیس‌جمهور وقت ایالات متحده، از توافقنامهٔ هسته‌ای ایران حمایت کرد.

## تحصیلات
گاروین مدرک کارشناسی اش را در سال ۱۹۴۷ از دانشگاه کیس وسترن رزرو دریافت کرد. دو سال بعد در حالیکه تنها ۲۱ سال داشت، مدرک دکترایش را از دانشگاه شیکاگو تحت راهنمایی انریکو فرمی گرفت. ماروین لئونارد گولدبرگر، دانشجوی دیگر فرمی، به نقل از او گفته: «گاروین تنها نابغهٔ واقعی است که تاکنون دیده‌ام».

## افتخارات
گاروین در سال ۲۰۰۲، نشان ملی علوم (بالاترین نشان افتخار در زمینه علوم و مهندسی در آمریکا) را به دلیل تحقیقات و اکتشافاتش در فیزیک و بیش از نیم قرن خدمات و مشاوره‌های علمی اش در زمینه امنیت ملی، دریافت کرد. او همچنین نشان Grande Médaille آکادمی علوم فرانسه را به دلیل نقشش در کشف نقض پاریته در فروپاشی پیون، دریافت کرده است. او از جمله معدود دانشمندانی است که به عضویت هر سه آکادمی ملی آمریکا: آکادمی ملی علوم (۱۹۶۶)، آکادمی ملی پزشکی (۱۹۷۵) و آکادمی ملی مهندسی (۱۹۷۸) انتخاب شده است. در سال ۲۰۱۶، رئیس‌جمهور وقت آمریکا، باراک اوباما به وی نشان افتخار آزادی رئیس‌جمهوری را اعطا کرد.